# Abdallah Tazi
Abdallah Tazi (ar. عبدالله تازي; ur. 1945) – marokański piłkarz grający na pozycji pomocnika. W swojej karierze rozegrał 32 mecze i strzelił 5 goli w reprezentacji Maroka.

## Kariera klubowa
Całą swoją karierę piłkarską Tazi spędził w klubie Maghreb Fez. Zadebiutował w nim w 1963 roku i grał w nim do 1983 roku. Wywalczył z nim trzy tytuły mistrza Maroka w sezonach 1964/1965, 1978/1979 i 1982/1983 oraz zdobył Puchar Maroka w sezonie 1979/1980.

## Kariera reprezentacyjna
W reprezentacji Maroka Tazi zadebiutował w 1968 roku. W 1972 roku powołano go do kadry na Puchar Narodów Afryki 1972. Zagrał w nim w dwóch meczach grupowych: z Sudanem (1:1) i z Zairem (1:1).
W 1976 roku Tazi został powołany do kadry na Puchar Narodów Afryki 1976. Zagrał w nim w sześciu meczach: grupowych z Sudanem (2:2), z Zairem (1:0) i z Nigerią (3:1), w którym strzelił gola oraz w serii finałowej z Egiptem (2:1), z Nigerią (2:1) i z Gwineą (1:1). Z Marokiem wywalczył mistrzostwo Afryki.
W 1978 roku Taziego powołano do kadry na Puchar Narodów Afryki 1978. W nim rozegrał jeden mecz grupowy, z Tunezją (1:1). W kadrze narodowej grał do 1978 roku. Wystąpił w niej 32 razy i strzelił 5 bramek.